# CQ Водолея
CQ Водолея (лат. CQ Aquarii) — двойная затменная переменная звезда типа Алголя (EA:) в созвездии Водолея на расстоянии приблизительно 6120 световых лет (около 1877 парсеков) от Солнца. Видимая звёздная величина звезды — от +14,6m до +13,5m. Орбитальный период — около 0,9801 суток (23,523 часов).

## Характеристики
Первый компонент — жёлто-белая звезда спектрального класса F. Эффективная температура — около 6390 К.